# Ozkar Galán
Ozkar Galán Pérez (Guernica, 1978) es un dramaturgo español.

## Biografía
Licenciado en Dramaturgia por la RESAD, estrenó su primera obra de teatro a los 17 años. Según sus propias palabras, su escritura se ha forjado en stand up comedy, café teatros y pequeñas salas.
Como dramaturgo ha recibido diversos premios. Así, ganó el I Premio Villa de Pinto de Textos teatrales, 2006 con Artaud, rien de rien (Ed. Anagnórisis), segunda parte de una trilogía completada con Unamuno ad altior natus sum y Wilde, Being Earnest, que obtiene el accésit Premio Sgae de teatro, 2010 (Fund Autor). Asimismo ha sido ganador del IV Concurso Nacional de textos teatrales Valle de Hecho, 2013 con Té en Samarra, y del Premio Parábasis teatro 2020 con Divino K o K en Levítico 16. En el ámbito de la narrativa ha sido finalista en el VII Certamen literario “Ser Peter Pan”,  y ganador del I Premio “Tinta, sangre y vino” (ambos en 2012). Como actor, ha obtenido el segundo premio de Teatro de bolsillo, Villa de Frómista, 2000; y el segundo, tercer y de nuevo segundo premio en las convocatorias +Teatro con diamante 2013, 2014 y 2015.
Ha publicado en su nombre o en colaboración de otros autores una decena de textos teatrales, como sus acercamientos a Edith Piaf, Taxidermia de un gorrión, estrenada en 2017 en el Teatro Español de Madrid, y Judy Garland, Judy, autopsia del arco iris, o al mundo de Shakespeare, Claudio, tío de Hamlet, estrenada en 2013 en las Naves del Matadero. Algunos de sus textos han sido traducidos al inglés, al francés, al griego, al gallego o al euskera. Sus obras se han estrenado en España y en distintos puntos de Europa, como París y Atenas.
Es profesor de Teoría Teatral en Dantzerti, Escuela Superior de Arte Dramático y Danza de Bilbao.

## Premios y reconocimientos
• 2000 Segundo premio de Teatro de bolsillo, Villa de Frómista por ¡Bang! u onomatopeya de un gatillazo
• 2007 Ganador I premio de literatura dramática Villa de Pinto por Artaud, rien de rien.
• 2010 Accésit XIX premio SGAE de teatro por Wilde, being Earnest.
• 2012 Finalista en el concurso de relatos cortos SER Peter Pan
• 2012 Ganador concurso de relatos cortos I premio tinta, sangre y vino
• 2013 Segundo premio +Teatro con diamante 2013 por El partido.
• 2013 Ganador IV Concurso Nacional de textos teatrales Valle de Hecho por Té en Samarra
• 2014 Tercer premio +Teatro con Diamante 2014 por Conectad@s 2.0.
• 2015 Segundo premio +Teatro con Diamante 2015 por Cervantes rima con Diamante.
• 2020 Ganador VI premio teatral Parábasis por Divino K o K en Levítico 16.

## Publicaciones
- Anpurrek (2002) Ed Artez. ISBN 978-84-932445-3-8
- En torno a Eros (2006) Ed Fundamentos. ISBN 84-245-1099-2
- Artaud, rien de rien (2006) Ed AAT/Robert muro.
- Unamuno ad altior natus sum (2007) Ed Artez. ISBN 84-934898-9-2
- Wilde being earnest (2011) Ed SGAE/AUTOR. ISBN 9-788480-488-419
- Artaud rien de rien (2012) Ed Anagnorisis. ISBN 978-84-15507-06-2
- Claudio rey de Dinamarca (2012) Ed Anagnorisis. ISBN 978-84-15507-10-9
- Claudio rey de Dinamarca (2013) Ed Anagnorisis. (traducción)
- 22 monólogos de cuento (VV.AA.) (2017) Ed Esperpento. ISBN 978-84-947904-0-9
- Imanol. Exhumación, juicio y ajusticiamiento a Imanol Larzabal (2018) Edi Invasoras. ISBN 978-84-16993-30-7
- Los mares de Caronte (VV.AA.) (2018) Ed fundamentos. ISBN: 84-245-1345-2
- La dramaturgia española en la segunda década del siglo XXI (VV.AA.) (2018) Ed Iaspis. ISBN: 978-968-7708-67-0
- Judy Garland (2019) Ed Iaspis. ISBN: 978-960-7708-90-8
- De los días sin abrazos: 25 obras de teatro en confinamiento (VV.AA.) (2020) Ed Invasoras. ISBN: 978-8416993789
- Divino K o K en Levítico 16 (2021) Ed Regional de Extremadura. Edición bilingüe. Traducción al inglés a cargo de David Hitchcock. ISBN: 978-84-9852-625-3
- Édith Piaf. Taxidermia de un gorrión /Guateque 69[11] (2021) Ed Lastura ISBN: 978-84-122-753-9-1
- Plumas, jaulas y collares (2022) Ed Antígona. (VV.AA.) ISBN: 978-84- 18119-63-7
- Alegría (2023) Ed Invasoras. VV.AA. ISBN: 978-84-18885-29-7
- Gaza, campo de exterminio (2024) Ed Invasoras. (VV.AA.) ISBN 9788418885839